# Odard Hennequin
Pour les autres membres de la famille, voir Famille Hennequin d'Ecquevilly.
Odard Hennequin était un homme d'Église, né à Troyes, qui fut évêque de Senlis et de Troyes au XVIe siècle.

## Biographie
Odard est issu de la famille Hennequin, famille influente à Troyes et en Champagne. Chanoine en la cathédrale de Troyes, doyen de la collégiale Saint-Étienne de Troyes de 1476 à 1483, il devint archidiacre à Puysaie du diocèse d'Auxerre. Il sut percer à la cour de François Ier et reçut de nombreuses charges, abbayes et prieurés avant de devenir évêque de Senlis en 1527 puis de Troyes.
Il était présent au Concile de Paris de 1528 qui condamna les idées de Luther. Il réforma aussi les règles du diocèse de Troyes. En 1535 il publia un nouveau missel pour son diocèse, puis un règlement pour les sacrements et bénédictions de l'Église.
Il mourut le 13 novembre 1544 et repose au milieu de la nef de sa cathédrale.

## Héraldique

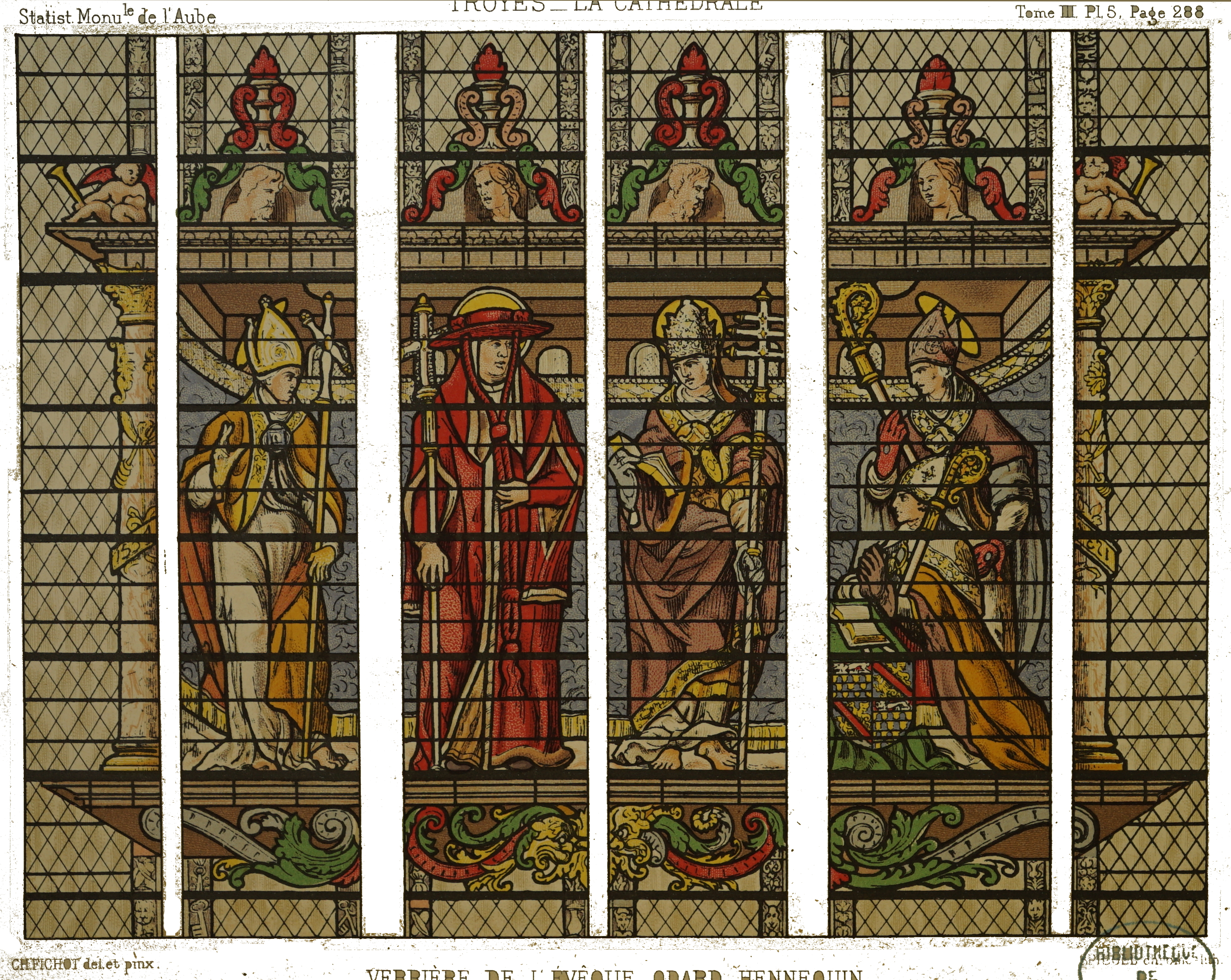
En donateur, à droite sur un vitrail de la cathédrale de Troyes relevé par Charles Fichot.

Ses armes sont : Vairé d'or et d'azur au chef léopardé d'un lion passant d'argent.